# Georg Schmitgen

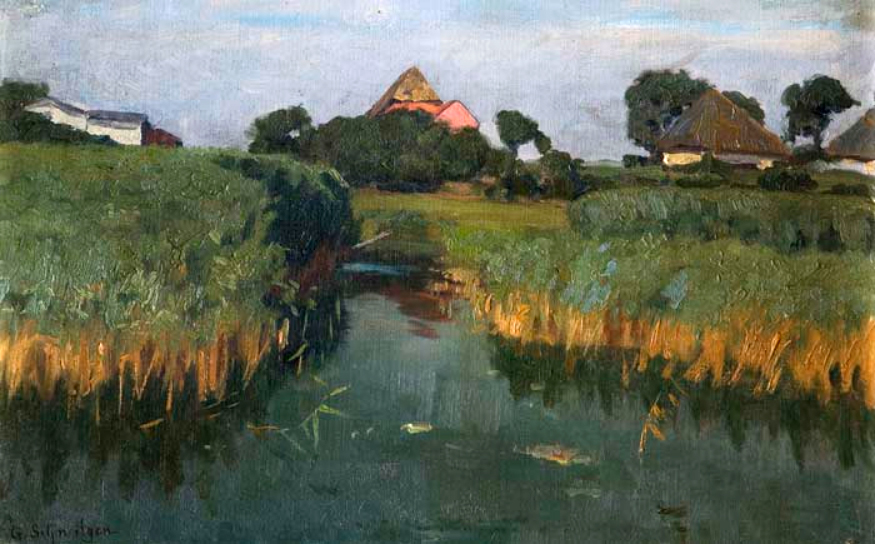
Landschaft in Althagen

Georg Schmitgen (* 1856 in Bernkastel an der Mosel; † 8. Juni 1903 in Potsdam) war ein deutscher Landschaftsmaler.
Georg Schmitgen war in seiner Jugend als Kaufmann im Geschäft seines Vaters beschäftigt. Danach studierte er ab dem 28. April 1879 an der Königlichen Akademie der Künste in München bei Gabriel von Hackl und Alois Gabl und von 1883 bis 1891 an der Preußischen Akademie der Künste in Berlin bei Eugen Bracht. Nach dem Studium blieb er in Berlin und malte hauptsächlich mitteldeutsche Landschaften. In den späteren Jahren malte er die deutsche Ostseeküste sowie die Südküsten von Schweden und Norwegen. Die letzten Lebensjahre verbrachte er in Potsdam. Er starb im Alter von 47 Jahren.